# دبیرستان انوشیروان دادگر
دبیرستان انوشیروان دادگر (تأسیس ۱۳۱۵ خورشیدی) یکی از دبیرستان‌های قدیمی و زرتشتی شهر تهران در خیابان انقلاب، بین خیابان‌های حافظ و ولی‌عصر، کوچه سعید واقع شده و در ضلع شرقی این مدرسه دبیرستان ماندگار البرز جای گرفته‌است.

وقتی ساخت دبیرستان فیروز بهرام به پایان رسید، ایجاد دبیرستانی مخصوص برای دختران ضروری به نظر آمد. این بنا توسط بانوی خیرخواهی به نام خانم راتن بایی بانجی (جی تاتا) از سلسله موبدان و ساکن نوساری هندوستان (خواهر جمشیدجی تاتا) با سرمایه اولیه یکصد هزار روپیه ساخته شد.
نام کنونی این دبیرستان انوشیروان جی تاتا است. اکنون در این دبیرستان، دانش آموزان از دین‌های گوناگون آموزش می‌بینند.

## پیشینه
در سردر ورودی مدرسه انوشیروان سنگ‌نوشته‌ای وجود دارد که تاریخ ساخت آن را سال ۱۳۱۵ خورشیدی یاد کرده‌است که با دهش یک نیکوکار زرتشتی به نام جی تاتا بر پا شد.

## معماری
معمار این بنا از لحاظ معماری و نما شبیه دبیرستان البرز و مدرسه ژاندارک است و به احتمال زیاد معمار آن نیکلای مارکف است.
نمای دبیرستان آجری همراه با گچ بری است. در هنگام ورود به داخل بنا، سرستون‌های بلند با سرگاو و نگاره فروهر نمایان می‌شود. کاشی‌های رنگی دارای نقش‌های هخامنشی نیز در دوبازوی بنا به چشم می‌خورد.

## دانش‌آموختگان نامدار
از شاگردان سرشناس این دبیرستان می‌توان از ژاله ضرابی، مهرانگیز دولتشاهی، شیرین عبادی، آلنوش طریان و گلی ترقی و ایران درودی نام برد.

## نگارخانه

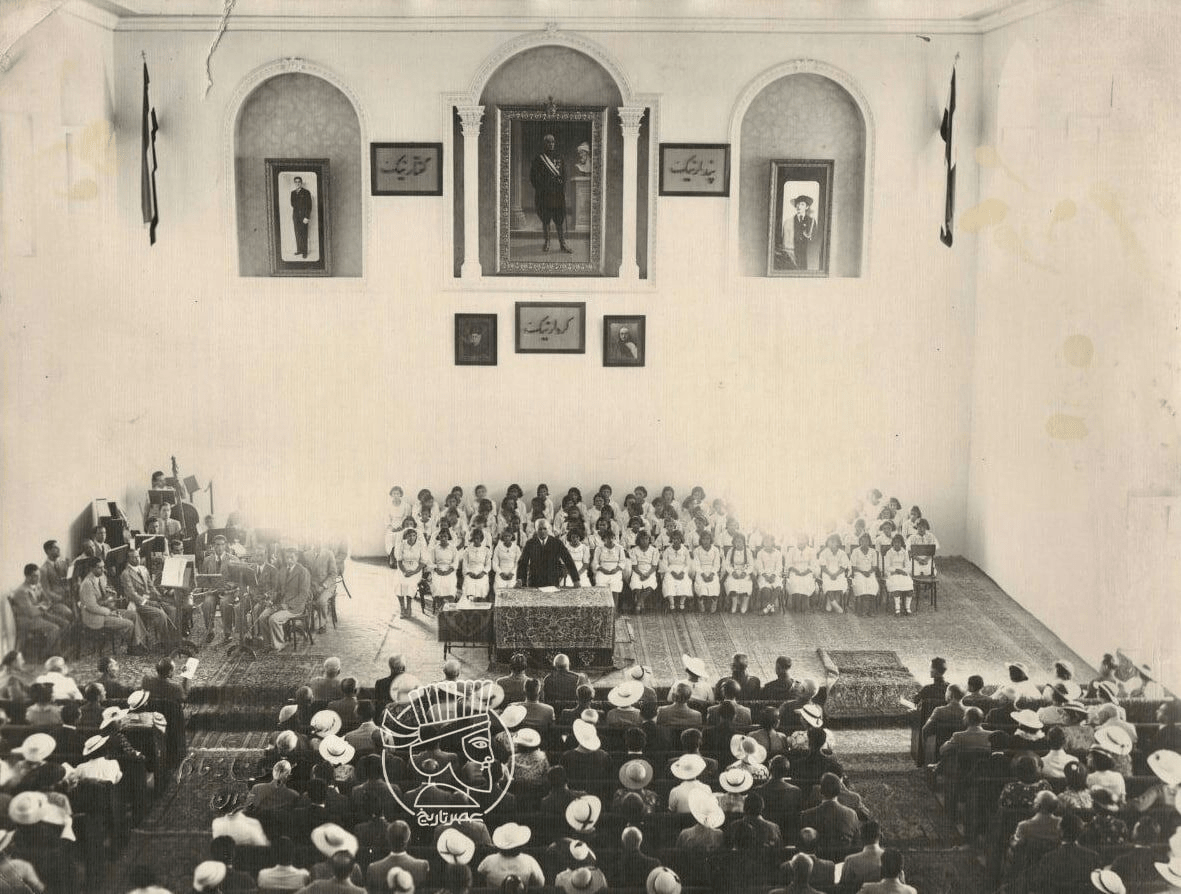
مراسم افتتاح مدرسه دخترانه انوشیروان دادگر در تهران، سال ۱۳۱۵ - عکس از محمدجعفر خادم
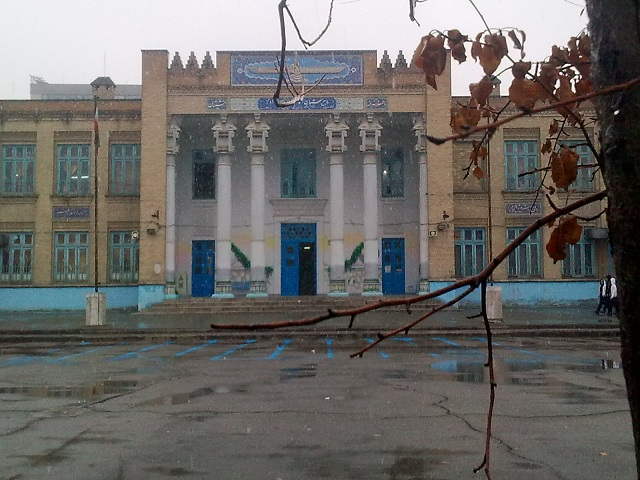
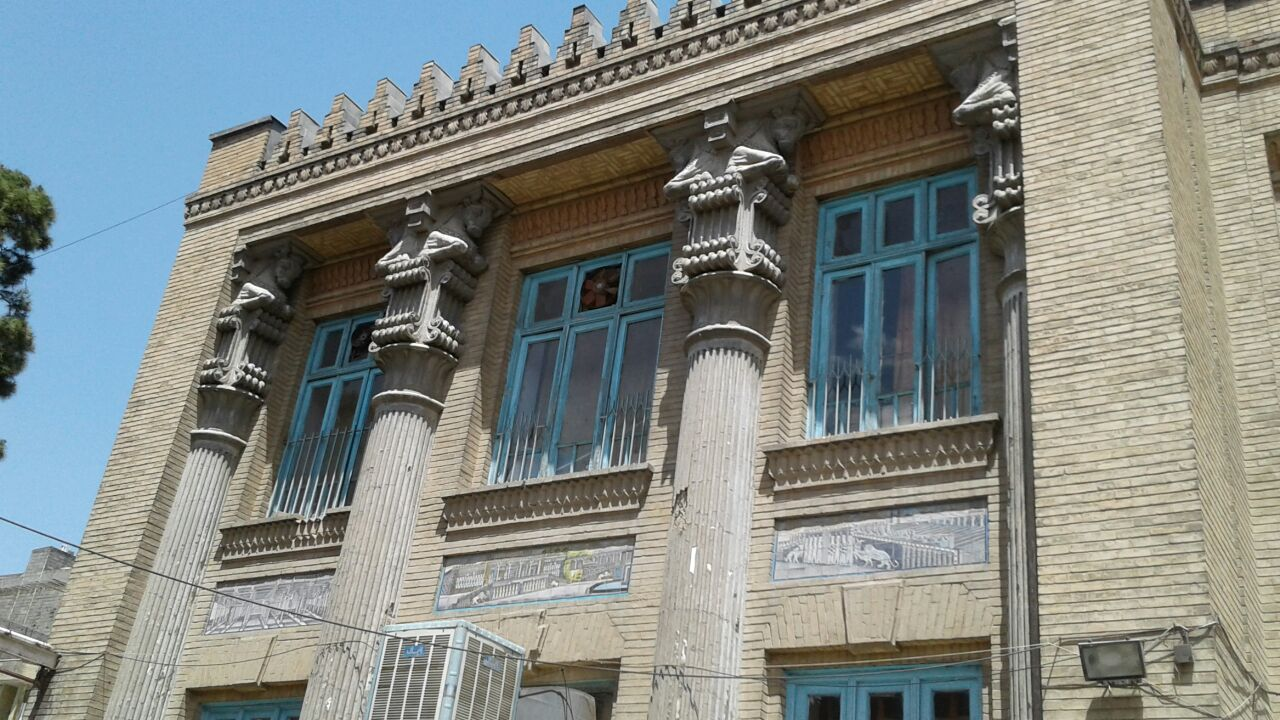
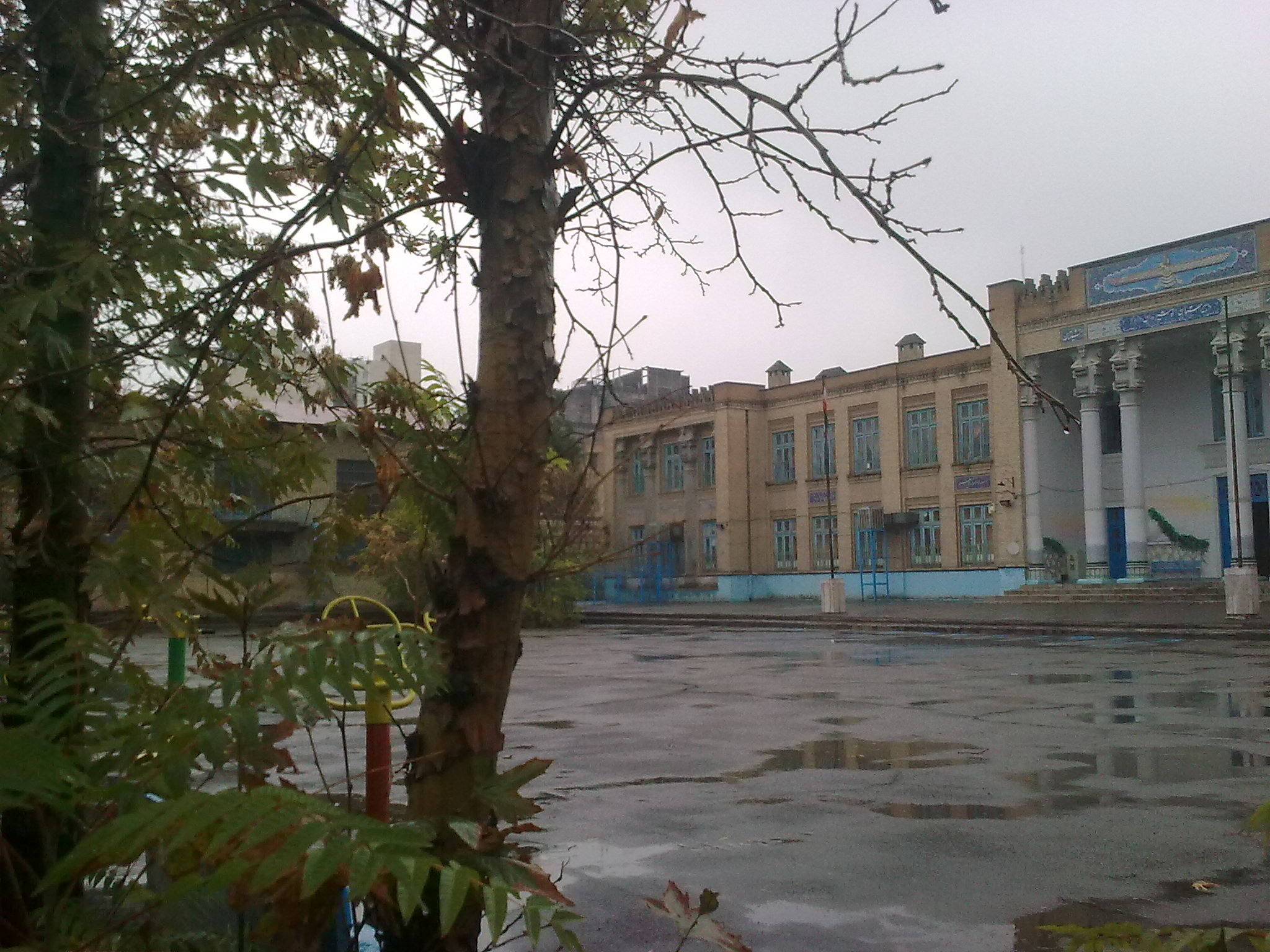
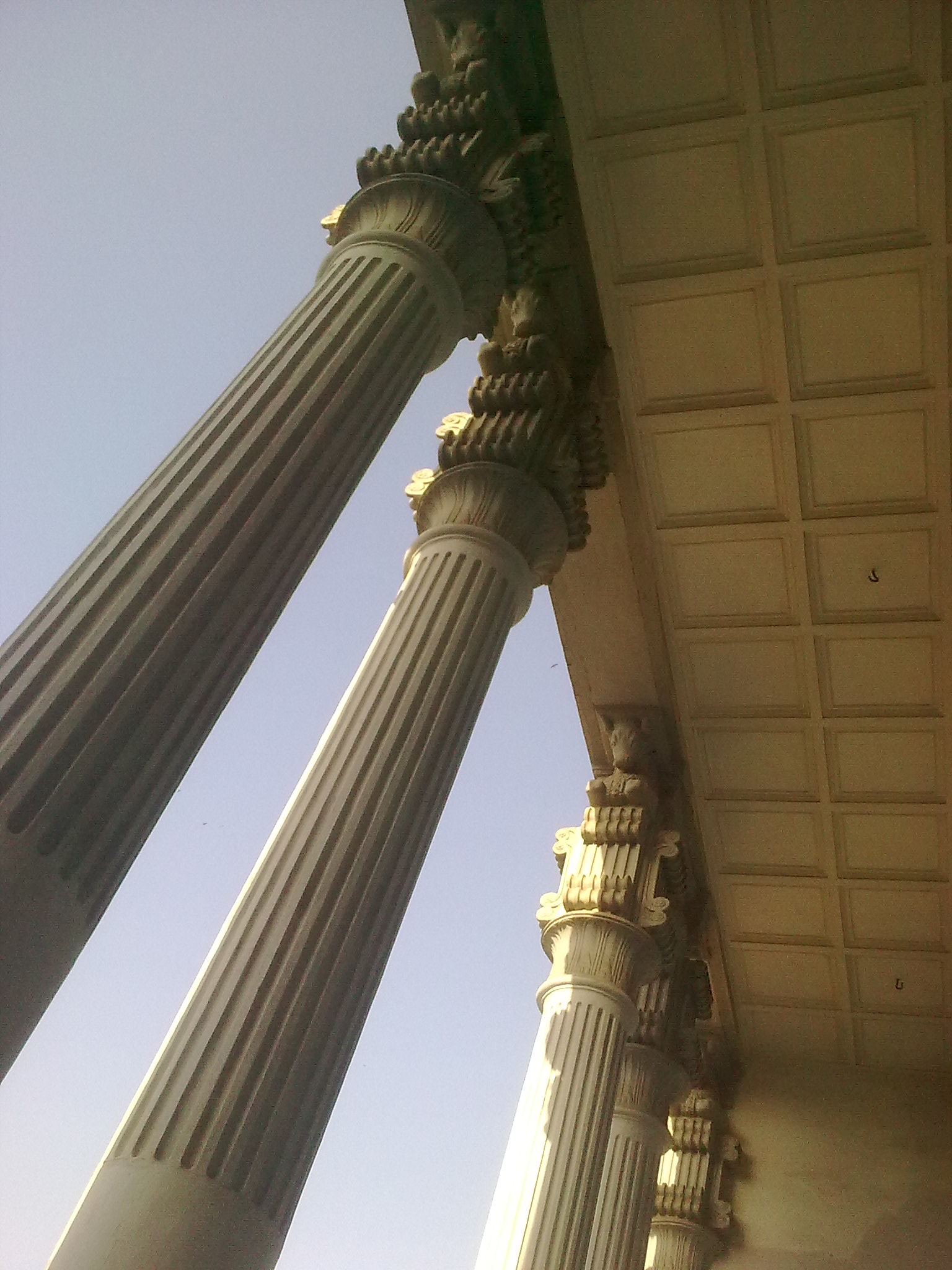
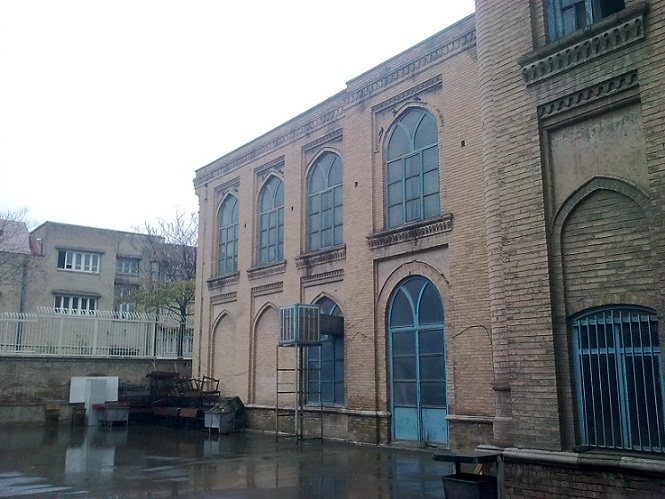
نمایی از امتحانات داخلی دبیرستان انوشیروان دادگر سال تحصیلی ۴۹-۴۸